# Cartoon+
Cartoon+ est une émission de télévision française pour la jeunesse diffusée du 29 mars 2009 au 30 août 2021 sur Canal+ Family et depuis le 5 avril 2009 sur Canal+ pour les 3 à 8 ans.

## Historique
Jusqu'en 2013, l'émission était présentée par les personnages de Gorg et Lala, depuis, certains programmes sont entre-coupées par des petites animations des lettres de Cartoon+.
L'émission est diffusée certains matins sur Canal+ et était au début diffusée à l'heure du goûter pendant la semaine et les samedis à partir de 19h05 sur Canal+ Family pour les 8 à 12 ans. Les matins et midis étaient occupées par Canaille + et Cartoon+ était suivie par l'émission Takaz pendant la semaine. En 2013, Canaille+ et Takaz sont remplacés par Cartoon+, devenant dès lors la seule émission de la chaîne.

## Programmes diffusés
- Chi : Une vie de chat (2016-)
- Comme à la maison (2009-2010, 2019-)
- L'Île des défis extrêmes (2013-2015, 2017-)
- Les Crumpets (2013-)
- Les P'tits Diables (2016-)
- Kaeloo (2010-)
- Moi, Elvis (2020-)
- Petit Vampire (2015-)
- Sardine de l'espace (2020-)